# Инеада
Инеада или Игнеада (на турски: İğneada) е малък град, център на община в околия Малък Самоков, вилает Лозенград (Къркларели), Турция. Според оценки на Статистическия институт на Турция през 2018 г. населението на града е 2694 души.

## География
Градът се намира в историко–географската област Източна Тракия, на брега на Черно море, на около 12 километра южно от устието на река Резовска при границата с България.
Плажът в турския курорт Инеада се смята за най-дългия в района между делтата на Дунав и Босфора. Този златист плаж предлага изобилие от пространство за почивка и разходки. На север започва от живописния нос Инеада, а на юг плавно се слива с гъстите гори на Странджа планина. Това съчетание на море и природа създава уникална хармония и прави мястото идеално за любителите на природата.

## Фотогалерия
- Централна част на града през юли 2015 г.
- Пристанището през 2015 г.
- Плажната ивица през юли 2015 г.